# Uredo scirpi-nodosi
Uredo scirpi-nodosi är en svampart som beskrevs av McAlpine 1906. Uredo scirpi-nodosi ingår i släktet Uredo, ordningen Pucciniales, klassen Pucciniomycetes, divisionen basidiesvampar och riket svampar. Inga underarter finns listade i Catalogue of Life.